# ジョルダーニ家の人々
『ジョルダーニ家の人々』（ジョルダーニけのひとびと、Le cose che restano）は2010年のイタリア・フランスのドラマ映画。監督はジャンルカ・マリア・タヴァレッリ、出演はクラウディオ・サンタマリアとパオラ・コルテレージなど。全4話のテレビ・ミニシリーズとして製作され、イタリアでは2010年12月にRai Unoでテレビ放送されたが、日本ではそのまま399分の上映時間で2012年7月に劇場公開された。1999年のテレビ・ミニシリーズ『La vita che verra』（日本未公開）と2003年の映画『輝ける青春』に続く三部作の最終章と位置づけられている。
原題の「Le cose che restano（英語：Some things that stay there be）」は米国の詩人エミリー・ディキンソンの詩『Some things that fly there be —』の一節である。

## ストーリー
ローマに暮らすジョルダーニ家。一家の大黒柱である父ピエトロは技術者として働き、家庭は専業主婦である妻アニタが守っている。長男アンドレアは外交官として世界中を飛び回り、結婚して既に独立している長女ノラは心理カウンセラーとして働きながら第一子の出産を控えている。次男ニーノは建築を専攻している卒業間近の大学生で、三男ロレンツォは高校生活を恋人カテリーナと満喫している。一見すると仲の良い、何の問題もない幸せな家族に見えるが、シルヴィアという若い女性と不倫を続けている父に対してニーノは反感を抱いていた。
アンドレアが帰国し、久しぶりに家族全員が集まった翌朝、三男ロレンツォが交通事故で不慮の死を遂げる。悲しみに暮れる家族の中で母アニタはロレンツォの死をどうしても受け入れることができず、葬儀に参列しなかったばかりか、自殺未遂を起こしてしまう。この事態に、元医師であるアニタは家族に迷惑をかけたくないと、自らの意思で入院を決める。母がこうなったのは家庭を顧みずに不倫を続けている父の責任と思ったニーノは父に反発して家を出る。ノラが長男トンマーゾを出産するという喜びはあったものの、アンドレアは再び仕事で海外に、ピエトロはイラク勤務となる。こうしてジョルダーニ家の人々はバラバラとなり、ローマの家は空き家となる。
その後、ジョルダーニ家の人々がそれぞれ様々な出会いと別れを経て新たな人生を歩み出し、ローマのジョルダーニ家が「新しい家族」の家となるまでが描かれる。

## キャスト
アンドレア
演 - クラウディオ・サンタマリア
長男。外交官で違法入国の調査なども行っている。同性愛者で、フランス人のミシェルと互いに一目で恋に落ち、しばらくしてミシェルの部屋で同棲を始める。他人と深い絆を持つことを煩わしく感じ、家庭を持つことを避けていたため、自分とは逆に家庭を持ちたいと願うミシェルが実の娘リラを引き取ったことに戸惑いを感じて別れようとする。しかし、犯罪組織に惨殺された不法入国の女性イェレナの遺体を故郷モンテネグロの家族のもとに届けたことをきっかけに考えを変え、リラと共にミシェルと自分の実家で暮らし、リラを実の娘のように愛するようになる。ミシェルの死後、リラを正式に養女とする。
ノラ
演 - パオラ・コルテレージ
長女。心理カウンセラー。夫アルベルトとの関係は良好に見えたが、第一子トンマーゾを出産後、自分の患者であるブラージ大尉に惹かれてしまったことから夫を愛していないことに気付き、別れを決める。その後、息子トンマーゾと共に実家に戻って暮らすことになる。
ニーノ
演 - ロレンツォ・バルドゥッチ
次男。建築学専攻の大学生。父親からは兄アンドレアほど明るくなく、姉ノラほど情が深くなく、弟ロレンツォほど快活ではないと評されており、頑固な性格。また、アンドレアが同性愛者であることに他の家族全員が気付いていたにもかかわらず、ただ一人全く気付いていなかったほど鈍感である。大学を優秀な成績で卒業し、建築家として期待されながら、父親への反発もあり、左官として働くようになる。父親の不倫に激しい嫌悪感を示していたにもかかわらず、自分に目をかけてくれ、仕事の世話もしてくれた恩師ニコライ教授を裏切り、彼の美しい妻フランチェスカと不倫の恋に落ちてしまう。しかし、ニーノが本気であるのに対し、家庭を壊したくないフランチェスカはニーノの子を妊娠すると、ニーノが生むことを望んだにもかかわらず、1人で勝手に堕胎し、2人は別れることとなる。その後、建築家として働くようになり、同じく建築家となった幼なじみのヴァレンティーナと友だち以上恋人未満の関係となっている。
ピエトロ
演 - エンニオ・ファンタスティキーニ
父。技術者。三男ロレンツォの事故死をきっかけに不倫相手のシルヴィアと一度は別れるが、イラク勤務となった後に復縁。「家族から逃げた」自分の弱さをようやく自分で認められるようになり、帰国後、息子たちだけでなく、妻アニタともきちんと向き合う。事情を全て承知の上でリラを実の孫のように愛する。その後、家の名義をアニタに変え、新たな勤務地であるトリノに向かう。シルヴィアとはいずれ結婚するであろうことが示唆されている。
アニタ
演 - ダニエラ・ジョルダーノ
母。優秀な医師だったが3人目の子となるニーノの出産後に仕事を辞めて専業主婦となる。三男ロレンツォの事故死を受け入れられずに精神を病み、自らの意思で入院する。その後も病状が改善することはなく、ロレンツォを名乗る謎の人物とメールのやり取りなどをしていたが、夫ピエトロから自分がロレンツォのふりをしていたことを告白され、改めて夫婦で2人の関係に向き合ったことでようやく事態は好転、退院して家に戻ってくる。
ロレンツォ
演 - アレッサンドロ・スペルドゥーティ
三男。高校生。恋人カテリーナの家で一夜を過ごした翌朝、交通事故で亡くなる。
シャーバ
演 - ファリダ・ラウアジ
娘アリナに会うためにイタリアに不法入国した女性。ふとしたことから知り合ったニーノとアンドレアにより、ジョルダーニ家で暮らすこととなる。元々看護師だったことから、アニタの知り合いの病院で働くようになる。アンドレアの恋人ミシェルの願いを聞き入れ、死期の迫ったミシェルの世話をする。その後はジョルダーニ家にとって「もう一人の母」のような存在となる。
アリナ
演 - レイラ・ベクティ
シャーバの娘。娼婦。自分の代わりに麻薬密売組織を壊滅させるための証人になった仕事仲間で親友のイェレナが組織に惨殺されたことから、隠れ家に匿われることになる。母シャーバと自分の在留資格を取ることを条件に証言することを承諾し、事件を解決に導く。その後はシャーバと共にジョルダーニ家で暮らし、リラの面倒を見るなどする。事件を担当したカタルド刑事と恋仲になり、いずれは結婚して彼の故郷で暮らす予定である。アンドレアたちにとって妹のような存在となる。
シモーネ・ニコライ教授
演 - ヴィンチェンツォ・アマート
ニーノの卒論指導教授。優秀なニーノを気に入り、仕事の世話をしたり、自分の事業の手伝いをさせたりするが、妻フランチェスカからニーノと不倫関係で子供までできたことを告白される。その後、妻とは復縁したものの、事業も辞めてヴェネツィア大学に移る。
フランチェスカ
演 - アントニア・リスコヴァ
シモーネの妻でインテリア・デザイナー。夫との間に幼い1人娘ジュディッタがいる。酔ったニーノにキスされたことをきっかけにニーノと不倫関係になり、彼の子を妊娠する。ニーノが本気であるのに対して家庭を壊す気が全くないことから、ニーノから生んで欲しいと言われた赤ん坊を堕胎してニーノと別れ、夫と復縁する。
カタルド刑事
演 - フランチェスコ・シャンナ
潜入捜査官。アリナに証言を頼み、隠れ家に匿う。事件解決後はアリナと恋人同士になり、いずれは結婚する予定であるが、互いの宗教が違うことから結婚話がなかなか進まない。ジョルダーニ家とは家族同然の関係になり、ピエトロからリラの実母ジェニーの行方を捜すように頼まれる。ジェニーは麻薬中毒が悪化してホームレスになっており、リラのことすら分からない状態になっていたが、リラをアンドレアの養女にする書類に署名させたことをピエトロに報告する。ジェニーの現状についてはピエトロと相談し、アンドレアには伝えないことにする。
ミシェル
演 - ティエリー・ヌーヴィック
ノラの患者であるフランス人の銀行員。アンドレアの同性の恋人。かつて一夜の過ちで娘をなしてしまった女性ジェニーから、薬物中毒で面倒を見られないとして、娘リラを強引に預けられたことで一時はアンドレアとの仲も危うくなるが、すぐに復縁し、アンドレアの実家でリラと共に幸せに暮らすようになる。実は難病で余命わずかであることから、最期の姿をアンドレアにもリラにも見せたくないとして、シャーバに頼んで密かに入院する。しかし、ピエトロの説得でようやくアンドレアに会うことを受け入れ、最期はアンドレアに看取られて亡くなる。
ヴァレンティーナ
演 - ヴァレンティーナ・ダゴスティーノ
ニーノの幼なじみの親友で同じ大学で建築を専攻している女子学生。子供の頃からニーノが大好きで、そのことをニーノも知っているが、親友関係を維持している。一時は別の男性と婚約するが破局する（ただし、婚約者は一切姿を現さないため、婚約自体がヴァレンティーナの嘘である可能性もある）。大学卒業後は建築家となり、ニーノと公私ともに良きパートナーとなっている。2人の関係は恋人とは言い切れない微妙なものであるが、いずれは家族になるであろうことが示唆される場面で全ての物語が終了する。
ヴィットリオ・ブラージ大尉
演 - エンリコ・ロッカフォルテ
ノラの患者。戦場で受けた怪我で記憶を喪失している。ノラの治療を受けるうちに、ノラと互いに惹かれ合うものを感じるようになるが、婚約者コリンナとの記憶を取り戻したことでコリンナと復縁、未練を残しながらもノラとの関係は何もないまま終わる。
アルベルト
演 - マウリーリオ・レト
ノラの夫。容姿は悪いが誠実で優しい。